# Red de carreteras de España

Red española de autopistas y autovías

La red de carreteras de España se compone del conjunto de carreteras que discurren por todo el territorio español, ya sean de titularidad estatal, autonómica, provincial o local.

## Descripción

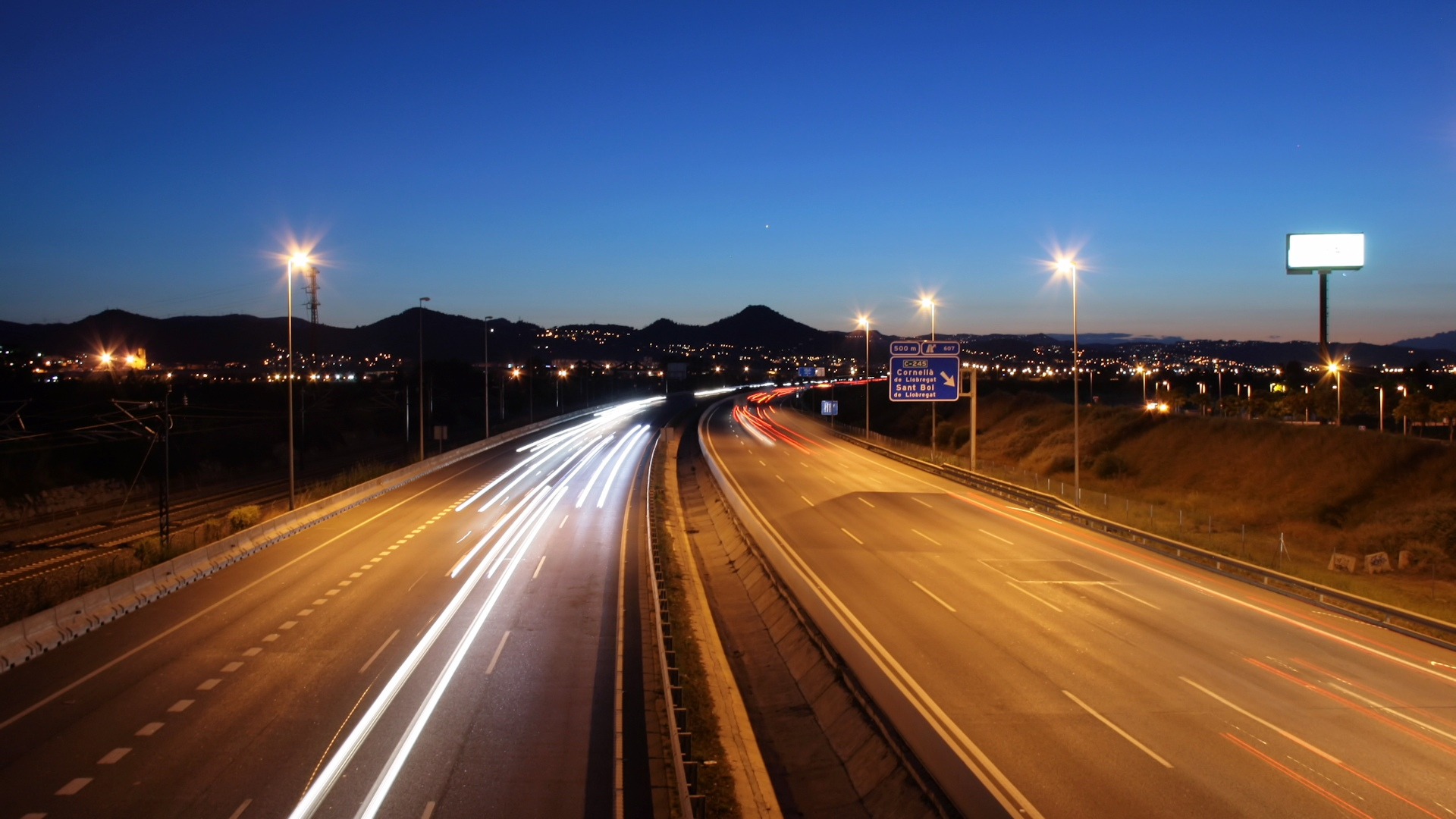
Autovía del Nordeste cerca de Cornellá de Llobregat, en Cataluña.

En relación con la densidad de carreteras por kilómetro cuadrado, la situación de España ha sido siempre inferior a la de los países europeos más industrializados (Alemania y Gran Bretaña). El transporte interurbano estuvo dominado por el ferrocarril hasta los años cincuenta. Desde 1956 hasta hoy la carretera es claramente la que mayor volumen transporta. En 1983 se realizó por carretera el 90 % del transporte interior de viajeros y el 70 % del de mercancías. Una década después la situación seguía prácticamente igual (92 % de viajeros y 70 % de las mercancías).
En España, las carreteras constan de una calzada, arcén, zona de dominio público, zona de servidumbre y zona de afección.

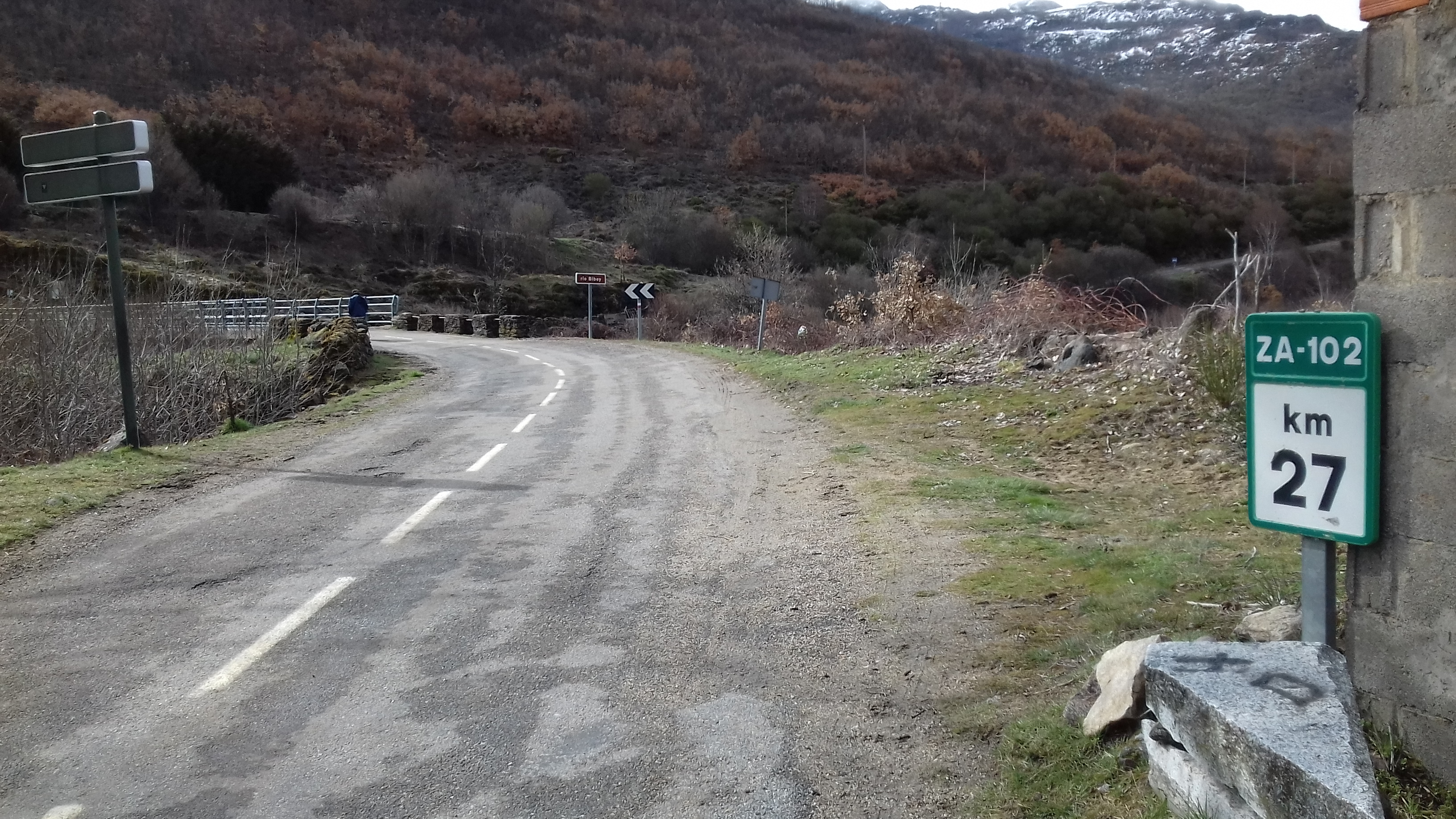
Carretera ZA-102 en Porto, en la provincia de Zamora

La red de carreteras está muy condicionada por el medio físico, que en España se caracteriza por un espacio muy compartimentado por las cadenas montañosas y un relieve escarpado. En la península ibérica existen elevadas cadenas montañosas que superan los 3000 metros de altura (Pirineos, cordilleras béticas); y montañas interiores y circundantes con altitudes superiores a los 2000 metros (Sistema Central, Macizo Galaico-Leonés, cordillera Cantábrica y Sistema Ibérico). Por otra parte, la meseta central ibérica, que ocupa una tercera parte de la superficie peninsular, presenta una altitud media de 600 metros. De ello se deriva que el país —sobre todo por efecto de la gran unidad central— presenta una elevada altitud media (660 m), lo que lo convierte en el segundo país europeo por su altitud después de Suiza (1340 m).

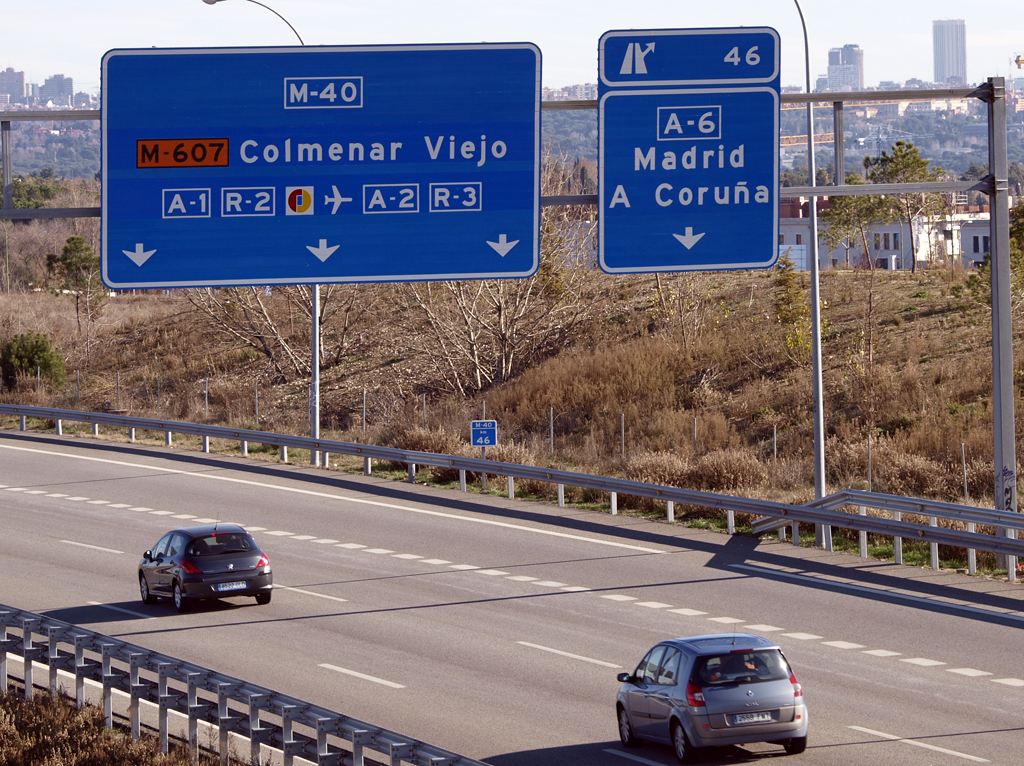
Tramo de la M-40 cerca de Colmenar Viejo, en la Comunidad de Madrid.

La Red de carreteras de España tenía, a 31 de diciembre de 2015, 166 003 km, de los cuales 26 329 km están gestionados por la Administración Central (Red de Carreteras del Estado) y acogen el 51,8 % del tráfico total y el 63,3 % del tráfico pesado. 71 324 km están gestionados por las comunidades autónomas (42,5 % del tráfico) y 68 349 km por las diputaciones provinciales (5,7 % restante). Además los ayuntamientos tienen a su cargo 489 698 km de los cuales 361 517 km son interurbanos; además, existen 11 355 km de viario dependiente de otros organismos cuyo tráfico representa 10 % del tráfico total, según estimaciones de la Dirección General de Carreteras (DGC).[cita requerida]
De la totalidad de la red, 17 021 km son vías de gran capacidad  (autopistas de peaje, autopistas libres y autovías), por lo que España sería en 2012 en la actualidad el país de Europa con mayor longitud absoluta de este tipo de vías. El segundo es Alemania con 12 879 km y Francia el tercero con 11 465 km (datos de 2012. EUROSTAT). Además de este viario, España tiene 1602 km de carreteras de doble calzada.
La red de carreteras de España integra, en función de su titularidad:
- Red de Carreteras del Estado: son aquellas carreteras que son competencia del Estado a través del Ministerio de Fomento. Forman parte de ellas tanto las carreteras nacionales, como las autopistas y autovías del Estado.
- Red secundaria de carreteras de España: comprenden tanto carreteras como autopistas y autovías e integra, en función de su titularidad: 
  - Red Autonómica: está formada por el conjunto de las carreteras de titularidad autonómica (dependientes de la respectiva comunidad autónoma)
  - Red Provincial: está formada por el conjunto de las carreteras de titularidad provincial (dependientes de la respectiva diputación provincial)
  - Red Municipal: está formada por el conjunto de las carreteras de titularidad municipal (dependientes del respectivo ayuntamiento)

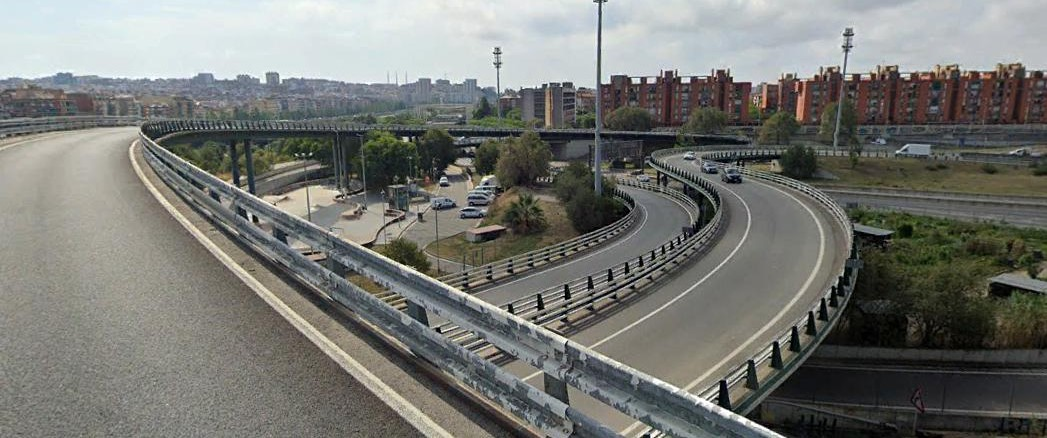
Nus de la Trinitat en el distrito de Nou Barris, Barcelona

Existen también carreteras titularidad de otros organismos, como es el caso de las carreteras de las Confederaciones Hidrográficas, que sirven para el acceso y realización de trabajos de mantenimiento de las obras hidráulicas, canales y embalses de su competencia.

## Historia

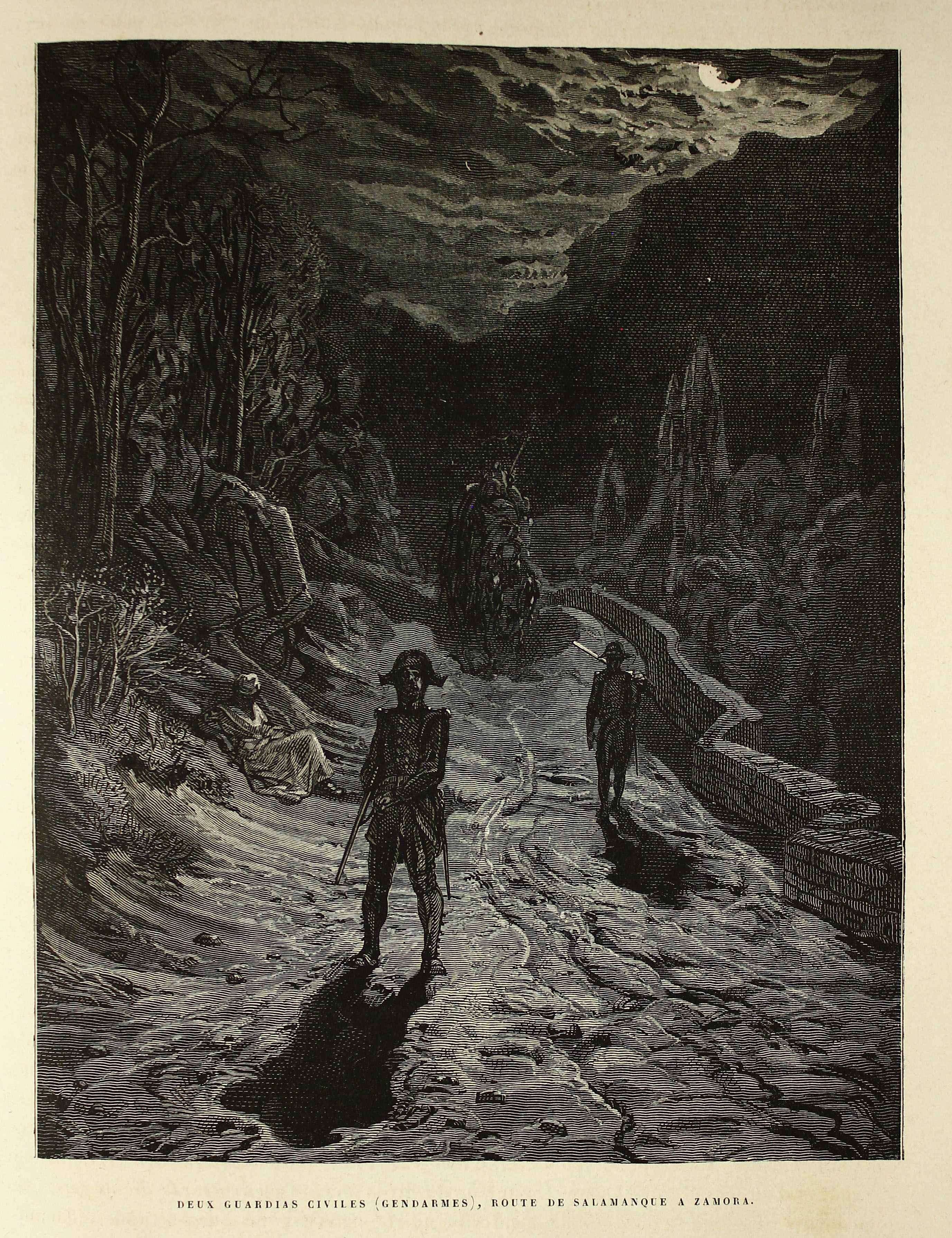
Guardias civiles en la carretera entre Salamanca y Zamora (L'Espagne, 1874)

Debido a razones históricas, las vías principales de la red tienen su origen en Madrid. Esta circunstancia se ha ido modificando durante el siglo XX mediante la construcción de ejes transversales, creando una red más mallada.
El mal estado de la red de carreteras españolas fue criticado por viajeros del siglo XVIII como el británico Henry Swinburne, que sin embargo excluía en sus Travels through Spain in the years 1775 and 1776 de este negativo juicio a las provincias vascas. Un problema constante en los caminos y carreteras del país era el bandolerismo. Sin embargo a comienzos del siglo XX, varios visitantes extranjeros apuntaban una mejoría en la seguridad, comparándola positivamente con países como Estados Unidos e Inglaterra.

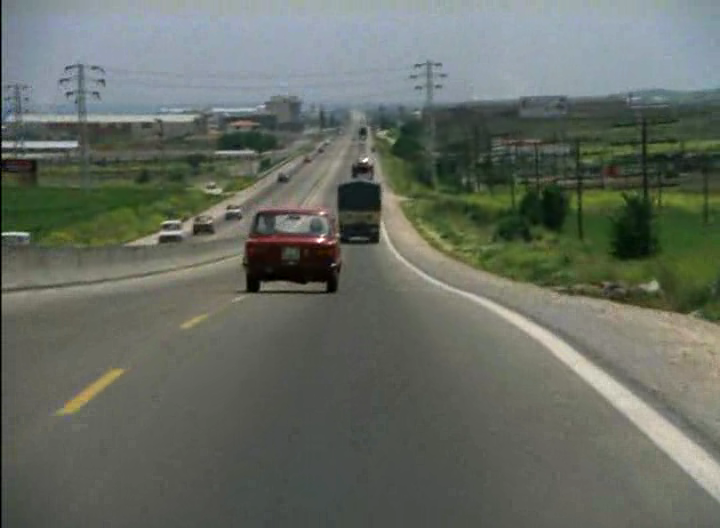
Carretera N-III en 1973

Durante la Dictadura de Primo de Rivera (1923-1930) se emprendió la construcción de la red de carreteras para el tráfico motorizado; durante estos años el régimen construyó —o mejoró— unos 7000 kilómetros de carreteras, con el epicentro en Madrid. A la caída del régimen de Primo de Rivera la red española de carreteras era una de las mejores de Europa, si bien la guerra civil y la posterior depresión económica la llevaron a un profundo estancamiento.

## Organización y nomenclatura
Por lo que se refiere a su organización territorial, de acuerdo con la distribución constitucional de competencias, cada comunidad autónoma organiza la red de carreteras que discurren por su territorio de acuerdo con sus respectivas leyes de carreteras, mientras que las vías que afectan a más de una comunidad se incluyen en Red de Carreteras del Estado que se rige por la Ley 37/2015 de Carreteras, de competencia estatal y gestionada por el ministerio competente en materia de carreteras. Son excepción a esta norma general las redes de carreteras de Álava, Guipúzcoa, Navarra y Vizcaya, que tienen competencias históricas exclusivas en carreteras, por lo que la red completa es gestionada por los órganos locales correspondientes.
Asimismo la regulación básica del tráfico, la circulación y la seguridad vial es competencia del Gobierno de España y está recogida en el Real Decreto Legislativo 339/1990 de Tráfico y en el Real Decreto 1428/2003 del Reglamento General de Circulación, donde se establece el Catálogo Oficial de Señales de Circulación.
La nomenclatura de las carreteras está normalizada en el apartado dedicado a las señales de identificación de carreteras del Real Decreto 1428/2003 del Reglamento General de Circulación.

Modelos de hitos kilométricos genéricos de España

En el caso general de una comunidad autónoma pluriprovincial, la red de carreteras de España adopta el esquema siguiente, donde XX es el código identificativo de la comunidad autónoma, YY es el código identificativo de la provincia y ZZ es el código identificativo de la ciudad:
- Red Estatal (carreteras del Estado)
Autopistas de Peaje («AP-??», blanco sobre fondo azul).
Autopistas de Peaje de acceso a Madrid. Radiales («R-?», blanco sobre fondo azul).[13]
Autopistas Libres y Autovías («A-??», blanco sobre fondo azul).
Autopistas y Autovías de acceso o circunvalación («ZZ-??», blanco sobre fondo azul).[14]
Carreteras nacionales. Convencionales y doble calzada («N-???», blanco sobre fondo rojo).
Carreteras de acceso o circunvalación. Convencionales y doble calzada («ZZ-??», blanco sobre fondo rojo).
- Red Autonómica (carreteras de la comunidad autónoma)
Autopistas y Autovías Autonómicas («XX-??», blanco sobre fondo azul).
 Autopistas y Autovías Autonómicas de acceso o circunvalación («ZZ-??», blanco sobre fondo azul).
Carretera Autonómica de Primer Nivel. Red Principal o Básica («XX-???» negro sobre fondo naranja).
Carretera Autonómica de Segundo Nivel. Red Comarcal («XX-???», blanco sobre fondo verde).
Carretera Autonómica de Tercer Nivel. Red Local («XX-???», negro sobre fondo amarillo).
- Red Provincial (carreteras de la Diputación Provincial) 
Red Comarcal («YY-????», blanco sobre fondo verde).
Red Local  («YY-????», negro sobre fondo amarillo).
- Red Municipal (carreteras del Ayuntamiento)
Autopistas y Autovías Municipales de acceso o circunvalación («ZZ-??», blanco sobre fondo azul).
Red local, carreteras locales o caminos vecinales («ZZ-????», negro sobre fondo amarillo).

Cuando la carretera forma parte de un itinerario de la Red Europea, a la señalización se le añade el identificador «E-??» (en blanco, sobre fondo verde) de acuerdo a la numeración establecida por la UNECE. No se debe confundir con el identificador «E-??» (en blanco, sobre fondo rojo), una nomenclatura rara pero usada ocasionalmente en las carreteras que enlazan las carreteras radiales («N-?», blanco sobre fondo rojo) con la autovía correspondiente («A-?», blanco sobre fondo azul) cuando estas circulan distantes.

## Carreteras

### Red de Carreteras del Estado
La Red de Carreteras del Estado (RCE), también llamada Red de Interés General del Estado (RIGE), es competencia del Gobierno de España a través del Ministerio de Fomento, se rige por la Ley 37/2015 de Carreteras, y está formada por las carreteras estatales integradas en un itinerario de interés general o cuya función en el sistema de transporte afecte a más de una comunidad autónoma.

### Red secundaria de carreteras
La red secundaria incluye todas aquellas carreteras que no pertenecen a la Red de Carreteras del Estado (RCE), siendo estas las que forman la mayor parte de la red. La red secundaria puede dividirse en varios tipos:
- Red autonómica: comprende aquellas carreteras cuya titularidad pertenece al gobierno de una comunidad autónoma. Está presente en todas las comunidades autónomas.
- Red provincial: comprende aquellas carreteras cuya titularidad pertenece a las diputaciones provinciales. Está presente en todas las provincias peninsulares a excepción de los territorios forales y las comunidades uniprovinciales.
- Red municipal o metropolitana: comprende aquellas carreteras pertenecientes a los ayuntamientos (el caso de la M-30) o entidades metropolitanas (rondas de Barcelona).
- Otros viales: comprende aquellos viales gestionados por otras entidades, tales como las confederaciones hidrográficas, entre otras.

| Comunidad autónoma     | Red de Carreteras                            | Ley de la comunidad autónoma                                                                                  | Localización |
| ---------------------- | -------------------------------------------- | --- | ------------ |
| Andalucía              | Red de Carreteras de Andalucía               | Ley 8/2001, de 12 de julio, de Carreteras de Andalucía                                                        |              |
| Aragón                 | Red de Carreteras de Aragón                  | Ley 8/1998, de 17 de diciembre, de Carreteras de Aragón                                                       |              |
| Principado de Asturias | Red de Carreteras del Principado de Asturias | Ley del Principado de Asturias 8/2006, de 13 de noviembre, de Carreteras                                      |              |
| Islas Baleares         | Red de Carreteras de las Islas Baleares      | Ley 5/1990, de 24 de mayo, de Carreteras de la Comunidad Autónoma de las Islas Baleares                       |              |
| Canarias               | Red de Carreteras de Canarias                | Ley 9/1991, de 8 de mayo, de Carreteras de Canarias                                                           |              |
| Cantabria              | Red de Carreteras de Cantabria               | Ley 5/1996, de 17 de diciembre, de Carreteras de Cantabria                                                    |              |
| Castilla-La Mancha     | Red de Carreteras de Castilla-La Mancha      | Ley 9/1990, de 28 de diciembre, de Carreteras y Caminos de Castilla-La Mancha                                 |              |
| Castilla y León        | Red de Carreteras de Castilla y León         | Ley 10/2008, de 9 de diciembre, de Carreteras de Castilla y León                                              |              |
| Cataluña               | Red de Carreteras de Cataluña                | Decreto Legislativo 2/2009, de 25 de agosto, por el que se aprueba el Texto refundido de la Ley de Carreteras |              |
| Extremadura            | Red de Carreteras de Extremadura             | Ley 7/1995, de 27 de abril, de Carreteras de Extremadura                                                      |              |
| Galicia                | Red de Carreteras de Galicia                 | Ley 8/2013, de 28 de junio, de Carreteras de Galicia                                                          |              |
| Comunidad de Madrid    | Red de Carreteras de la Comunidad de Madrid  | Ley 3/1991, de 7 de marzo, de Carreteras de la Comunidad de Madrid                                            |              |
| Región de Murcia       | Red de Carreteras de Región de Murcia        | Ley 2/2008, de 21 de abril, de Carreteras de la Comunidad Autónoma de la Región de Murcia                     |              |
| La Rioja               | Red de Carreteras de La Rioja                | Ley 2/1991, de 7 de marzo, de Carreteras de la Comunidad Autónoma de La Rioja                                 |              |
| Comunidad Valenciana   | Red de Carreteras de la Comunidad Valenciana | Ley 6/1991, de 27 de marzo, de Carreteras de la Comunidad Valenciana                                          |              |
| Navarra                | Red de Carreteras de Navarra                 | Ley Foral 5/2007, de 23 de marzo, de Carreteras de Navarra                                                    |              |
| País Vasco             | Red de Carreteras del País Vasco             | Ley 2/1989, de 30 de mayo, reguladora del Plan General de Carreteras del País Vasco                           |              |